# La Cigale et la Fourmi (film, 1910)
Pour les articles homonymes, voir La Cigale et la Fourmi.
Pour plus de détails, voir Fiche technique et Distribution.
La Cigale et la Fourmi est un film muet français réalisé par Georges Monca, sorti en 1910.
Il s'agit d'une adaptation de la fable La Cigale et la Fourmi de Jean de La Fontaine, elle-même inspirée par celle du fabuliste grec Ésope (VIe siècle av. J.-C.)

## Fiche technique
- Titre : La Cigale et la Fourmi
- Réalisation : Georges Monca
- Scénario : Maurice Kéroul, d'après la fable La Cigale et la Fourmi de Jean de La Fontaine
- Photographie :
- Montage :
- Société de production : Société cinématographique des auteurs et gens de lettres (S.C.A.G.L)
- Société de distribution : Pathé Frères
- Pays de production :  France
- Langue : film muet avec les intertitres en français
- Format : Noir et blanc — 35 mm — 1,33:1 — Muet
- Genre :  Comédie
- Durée : 8 minutes 30 secondes
- Métrage : 255 mètres
- Dates de sortie :
  - France : août

## Distribution
- Amélie Diéterle : la Cigale
- Suzanne Demay : la Fourmi
- Gaston Prika
- Maria Fromet
- Madeleine Fromet
- Fernand Tauffenberger
- Paul Chartrettes
- Paul Polthy
- Édouard Delmy
- Octave Hillairet
- Madame Benoît
- Madame Coschel
- Madame de Trémerenc
- Madame MacLean